# KK Vršac
Maillots
Le KK Vršac Meridianbet est un club serbe de basket-ball évoluant dans la ville de Vršac. Il évolue en première division du championnat de Serbie de basket-ball.
Le club possède également une section féminine, elle aussi dans l'élite nationale.

## Historique
Le club est né en 1946 sous le nom de Jedinstvo, mais ne connaît les frissons des compétitions de haut niveau (niveau national yougoslave) qu'en 1959, sous un nom différent, celui de Mladost. Comme souvent à cause des sponsors, le club change de nom pour devenir Inex Brixol en 1967, et Agropanonija en 1968. Il faut alors attendre 1977 pour que le nom de la ville Vršac soit accolé à celui du club. Il le sera toujours en 1981 lorsque le sponsoring est pris en charge par Inex Hemofarm, le club s'appelle donc Inex Vršac.
En 1982, le club participe pour la première fois à la Ligue de Voïvodine, puis, en finissant premier de la Ligue de Voïvodine, le club entre en B-League en 1987.
En 1992, le groupe Hemofarm rachète intégralement le sponsoring, et en 1998 le club atteint la plus haute division nationale. Cela lui ouvre alors des horizons européens et en 2000, le club obtient une quatrième place en championnat, ce qui lui assure une place en Coupe Korać.
Enfin en 2005 le KK Hemofarm remporte la Ligue adriatique (masculine).

## Palmarès
- Vainqueur de la Ligue adriatique : 2005

## Entraîneurs
- 1998-2005 :  Željko Lukajić
- 2010-2012 :  Željko Lukajić

## Joueurs célèbres ou marquants
- Darko Miličić
- Marko Simonović
- Miljan Pavković
- Luka Mitrović
- Jarod Stevenson
- Đorđe Gagić
- Stefan Marković
- Predrag Materić
- Nikola Milutinov